# Jean-Philippe Leguellec
Jean-Philippe Leguellec (ur. 31 lipca 1985 w Kingston) – kanadyjski biathlonista, reprezentant kraju w zawodach Pucharu Świata, dwukrotnie brązowy medalista mistrzostw świata juniorów.
Biathlon zaczął trenować w wieku 13 lat. W 2003 został członkiem kanadyjskiej drużyny narodowej. Swoje pierwsze punkty zdobył w Hochfilzen 7 grudnia 2007 r. zajmując 23. miejsce w sprincie. Jego najlepszą dotychczasową pozycją było 6. miejsce w sprincie podczas igrzysk olimpijskich w Vancouver.

## Osiągnięcia

### Zimowe Igrzyska Olimpijskie
| 2006 Turyn/Cesana San Sicario (Włochy) | 48. miejsce (IN), 59. miejsce (SP),                                                     |
| 2010 Vancouver/Whistler (Kanada)       | 13. miejsce (IN), 6. miejsce (SP), 11. miejsce (PU), 30. miejsce (MS), 10. miejsce (RL) |
| 2014 Soczi/Krasnaja Polana (Rosja)     | 34. miejsce (IN), 5. miejsce (SP), 26. miejsce (PU), 10. miejsce (MS)                   |

### Mistrzostwa Świata
| 2007 Anterselva (Włochy)             | 40. miejsce (IN), 64. miejsce (SP), 14. miejsce (RL)                                    |
| 2008 Östersund (Szwecja)             | 71. miejsce (IN), 66. miejsce (SP), 21. miejsce (RL)                                    |
| 2009 P'yŏngch'ang (Korea Południowa) | 51. miejsce (IN), 42. miejsce (SP), 46. miejsce (PU), 16. miejsce (RL)                  |
| 2011 Chanty-Mansyjsk (Rosja)         | 46. miejsce (SP), 52. miejsce (PU), 11. miejsce (RL)                                    |
| 2012 Ruhpolding (Niemcy)             | 71. miejsce (IN), 14. miejsce (SP), 26. miejsce (PU), 13. miejsce (RL)                  |
| 2013 Nove Mesto (Czechy)             | 10. miejsce (IN), 36. miejsce (SP), 15. miejsce (PU), 22. miejsce (MS), 8. miejsce (RL) |

### Puchar Świata w biathlonie

#### Miejsca w klasyfikacji generalnej
| Sezon     | Miejsce |
| --------- | ------- |
| 2007/2008 | 77.     |
| 2008/2009 | 32.     |
| 2009/2010 | 30.     |
| 2010/2011 | 50.     |
| 2011/2012 | 37.     |
| 2012/2013 | 35.     |

### Puchar Świata

#### Zwycięstwa w zawodach - chronologicznie
| Lp. | Dzień     | Rok  | Miejscowość | Konkurencja     | Pudła | Czas biegu | Przypisy |
| --- | --------- | ---- | ----------- | --------------- | ----- | ---------- | -------- |
| 1.  | 1 grudnia | 2012 | Östersund   | Sprint na 10 km | 0+0   | 25:10,4    | –        |

#### Miejsca na podium – chronologicznie
| Lp. | Dzień     | Rok  | Miejscowość | Konkurencja     | Lokata | Pudła | Czas biegu | Strata | Zwycięzca |
| --- | --------- | ---- | ----------- | --------------- | ------ | ----- | ---------- | ------ | --------- |
| 1.  | 1 grudnia | 2012 | Östersund   | Sprint na 10 km | 1.     | 0+0   | 25:10,4    | –      | –         |